# Щербина, Александр Николаевич
Александр Николаевич Щербина (12 сентября 1936 — 21 ноября 2023) — советский и российский  инженер-исследователь, доктор технических наук (1983). Лауреат Государственной премии СССР (1975) и Премии Правительства Российской Федерации в области науки и техники (1995).

## Биография
Родился 12 сентября 1936 года в городе Киеве.
С 1954 года после окончания Киевского политехникума связи работал в системе МСМ СССР. С 1954 года направлен в закрытый город Арзамас-16, работал техником в ВНИИЭФ.
С 1955 года направлен в закрытый город Челябинск-70 во Всесоюзный научно-исследовательский институт технической физики с назначением техником, с 1961 года после окончания МИФИ — научным сотрудником, с 1965 года — начальником отдела исследования факторов ПРО, с  1973 года — старшим научным сотрудником ВНИИТФ, участвовал в разработке и полигонных испытаниях первых образцов ядерных боеголовок для оснащения ракетных комплексов разработки СКБ-385 и ЦКБМ. С 1982 года помимо основной деятельности занимался общественно-политической деятельностью: с 1982 по 1986 годы избирался депутатом  городского Совета депутатов трудящихся и с 1987 по 1989 годы был членом бюро горкома КПСС города Челябинск-70.
В 1971 году защитил учёную степень кандидата физико-математических наук, в 1983 году — доктора физико-математических наук.
С 1996 года — сопредседатель Российско-Казахстанской координационной группы по демилитаризации Семипалатинского испытательного полигона. С 1997 года начальник Научно-технического центра проблем безопасности ядерной энергетики ВНИИТФ.

## Награды

### Ордена
- Орден Трудового Красного Знамени (1971)

### Премии
- Государственная премия СССР (1975 — «За участие в постановке и проведении комплекса специальных физико-технических исследований в облучательных опытах на Семипалатинском и Новоземельском полигонах»)
- Премия Правительства Российской Федерации в области науки и техники (1995 — «За работы по ликвидации ядерного взрывного устройства в штольне на Семипалатинском полигоне»)

### Звания
- Почётный гражданин Снежинска (2005 — «За большой личный вклад в создание ядерного оружия России, выдающиеся достижения в трудовой деятельности, значительный вклад в развитие научной, производственной  и социальной сферы города, в связи с 50-летием со дня образования РФЯЦ-ВНИИТФ»)